# 小行星19769
小行星19769（19769 Dolyniuk）是一颗绕太阳运转的小行星，为主小行星带小行星。该小行星于2000年7月23日发现。

## 轨道参数
小行星19769的轨道半长轴为2.4401990 UA，离心率为0.198。